# Sarah Kofman

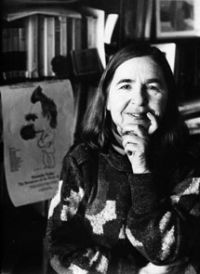
Sarah Kofman

Sarah Kofman (geboren am 14. September 1934 in Paris; gestorben am 15. Oktober 1994 ebenda) war eine französische Philosophin, Essayistin und Professorin an der Université Paris 1 Panthéon-Sorbonne. Sie gilt als eine bedeutende Vertreterin der Philosophie der Dekonstruktion. In Essays ihres Spätwerks beschäftigte sie sich mit dem Holocaust.

## Leben
Sarah Kofman war das dritte von sechs Kindern polnisch-jüdischer Eltern. Ihre Eltern waren Fineza Kofman (geborene Koenig) und der Rabbiner Berek Kofman. Sie waren 1929 nach Frankreich emigriert. In der Familie wurde Jiddisch und Polnisch gesprochen. Im Januar 1942 beantragte Berek Kofman, der im Personenregister der Polizei des Vichy-Regimes als Staatenloser geführt wurde, die französische Staatsbürgerschaft für seine Tochter Sarah. Im Juli wurde er in das Sammellager Drancy deportiert, mit dem 12. Deportationszug am 29. Juli kam er ins KZ Auschwitz, wo er ermordet wurde. In ihrer Autobiografie von 1994 schreibt Sarah Kofman: „Am 16. Juli 1942 wusste mein Vater, dass  er ‚abgeholt‘ werden  würde. Es hatte Gerüchte gegeben,  dass  für  diesen  Tag  eine  große  Massenverhaftung vorbereitet wurde. Als  Rabbiner einer kleinen Synagoge im 18. Arrondissement in der Rue Duc war er sehr früh von zu Hause aufgebrochen, um so viele Juden wie möglich zu alarmieren und sie dazu zu bringen, sich so schnell wie möglich zu verstecken. Dann war er zurückgekommen und wartete: er befürchtete, dass, wenn er sich selbst verstecken  würde, seine  Frau und seine sechs  kleinen  Kinder (drei Mädchen  und  drei  Jungen  zwischen  zwei  und  zwölf  Jahren)  an  seiner  Stelle  mitgenommen würden. Er wartete und betete, dass man ihn verhafte, wenn nur seine Frau und seine Kinder gerettet würden.“
Die Mutter versteckte Sarah und ihre Geschwister zwischen Juli 1942 und Februar 1943 auf dem Land in der Umgebung von Paris. Da Sarah das unkoschere Essen bei französischen Bauern verweigerte, holte die Mutter sie zurück in die Pariser Wohnung der Familie in der Rue Ordener. Nach einer Razzia der Gestapo floh Fineza mit der Siebenjährigen und wurde mit ihr bis zur Befreiung von Paris im August 1944 von einer jungen Witwe aus der Nachbarschaft, eine christliche Französin, in ihrer Wohnung in der Rue Labat im 18. Arrondissement (Paris) versteckt. Die „Dame aus der Rue Labat“ oder „Mémé“ (dt.: Omi), wie Sarah sie nannte, behandelte das jüdische Mädchen bald wie eine Tochter, gab ihr den Namen Suzanne und machte sie mit der säkularen, bürgerlichen französischen Lebensweise vertraut. In dieser Zeit entfremdete sich Sarah von der jüdisch-orthodoxen Kultur und der jiddischen Sprache, vergaß ihren Vater und entzweite sich mit ihrer Mutter.
Ihre Geschwister überlebten außerhalb von Paris. Der Großteil der Familienangehörigen des Vaters in Polen starb beim Aufstand im Warschauer Ghetto.
Von den Erfahrungen der Flucht traumatisiert verbrachte Sarah Kofman zusammen mit ihrer Schwester Annette neun Monate in einem Sanatorium für Kinder und wohnte anschließend in einem Heim für Kinder von Deportierten. 1953 macht sie ihr Abitur. Von 1955 bis 1960 studierte sie Philosophie an der Sorbonne. Nach ihrem Diplom-Abschluss unterrichtete sie am Lycée Saint-Sernin in Toulouse und von 1963 bis 1970 am Lycée Claude Monet in Paris.

## Werk
Von 1970 bis 1988 war Sarah Kofman Assistentin von Jacques Derrida an der Université Paris 1 Panthéon-Sorbonne. Sie hatte ihre Dissertation über das Kulturkonzept bei Nietzsche und Freud im Jahr 1966 bei Jean Hyppolite am Collège de France begonnen, die nach dessen Tod 1968 von Gilles Deleuze 1971 übernommen wurde. 1976 schloss sie ihre Promotion mit einer Sammlung bereits erschienener Arbeiten unter dem Titel Travaux sur Nietzsche et sur Freud ab. Von 1991 bis zu ihrem Tod lehrte sie als Professorin (Maître de conférences) Philosophie an der Sorbonne. Ihr Werk umfasst beinahe 30 Bücher und zahlreiche Artikel über philosophische, literarische und psychoanalytische Arbeiten, darunter von Empedokles, Rousseau und Shakespeare bis zu Nietzsche, Freud und Jacques Derrida. In mehreren ihrer Schriften beschäftigte sie sich mit Theorien des Weiblichen; ihre bekannteste ist L’Énigme de la femme. La femme dans les textes de Freud (1980).
Erst in ihren letzten Büchern wandte sie sich dem Holocaust zu. 1987 erschien ihr Essay Paroles suffoquées, das sie Robert Antelme, Maurice Blanchot und ihrem Vater widmete. Wenige Tage nach dem Erscheinen ihrer autobiografischen Skizzen mit dem Titel Rue Ordener, Rue Labat über ihre Kindheit im Paris der dreißiger und vierziger Jahre, in der sie ihre jüdische Identität vergessen lernte, nahm sich Sarah Kofman – wie Brault und Naas schrieben, am 150. Geburtstag Nietzsches im Oktober 1994 das Leben.

## Schriften (Auswahl)
- L'Enfance de l'Art – Une interprétation de l'esthétique freudienne. Payot, Paris 1970.
  - Die Kindheit der Kunst – Eine Interpretation der Freudschen Ästhetik. Übersetzung: Heinz Jatho. Fink Verlag, München 1993, ISBN 3-7705-2860-3.
- Nietzsche et la métaphore. Payot, Paris 1972. – Neuauflage: Galilée, Paris 1983.
  - Nietzsche und die Metapher. Übersetzung: Florian Scherübl. Wolff Verlag, Berlin 2014, ISBN 978-3-941461-14-7.
- Camera obscura. De l’idéologie. Galilée, Paris 1973.
  - Camera obscura. Von der Ideologie. Übersetzung: Marco Gutjahr. Turia + Kant, Wien/Berlin 2014, ISBN 978-3-85132-744-1.
- Autobiogriffure. Christian Bourgois, Paris 1976. – Neuauflage: Autobiogriffure – Du chat Murr d’Hoffmann. Galilée, Paris 1984.
  - Schreiben wie eine Katze… – Zu E.T.A. Hoffmanns ›Lebens-Ansichten des Katers Murr‹. Übersetzung: Monika Buchgeister-Niehaus und Hans-Walter Schmidt-Hannisa. Böhlau / Edition Passagen, Wien 1985. – Neuauflage: Passagen Verlag, Wien 2013, ISBN 978-3-7092-0093-3.
- Nerval. Le charme de la répétition Lecture de ›Sylvie‹. Édition L’Age d’Homme, Lausanne 1979.
- Nietzsche et la scène philosophique. Éditions 10–18, Paris 1979. – Neuauflage: Galilée, Paris 1986.
  - (Daraus in englischer Übersetzung der Essay) Baubo: Theological Perversion and Fetishism. In: Kelly Oliver, Marilyn Pearsall (Hrsg.): Feminist Interpretations of Nietzsche. Pennsylvania State University Press, University Park 1998, S. 21–49.
- L’énigme de la femme. La femme dans les textes de Freud. Galilée, Paris 1980. – Neuauflage: Galilée, Paris 1983.
  - The Enigma of Woman: Woman in Freud’s Writings. Englische Übersetzung: Catherine Porter. Cornell University Press, Ithaca 1985.
- Lectures de Derrida. Galilée, Paris 1984.
  - Derrida lesen. Übersetzung: Monika Buchgeister und Hans-Walter Schmidt. Passagen Verlag, Wien 1988. – Neuauflage: Passagen Verlag, Wien 2012, ISBN 978-3-7092-0051-3.
- Mélancolie de l’art. Galilée, Paris 1985.
  - Melancholie der Kunst. Übersetzung: Birgit Wagner. Passagen Verlag, Wien 1986. – Neuauflage: Passagen Verlag, Wien 2008, ISBN 978-3-85165-816-3.
- Rousseau und die Frauen. Erweiterte Fassung eines Vortrags im Institut Culturel Franco-Allemand, Tübingen, 24. Mai 1984. Übersetzung Ruthard Stäblein. Konkursbuch Verlag, Tübingen 1986, ISBN 3-88769-303-5.
- Pourquoi rit-on? – Freud et le mot d’esprit. Galilée, Paris 1986.
  - Die lachenden Dritten – Freud und der Witz. Übersetzung: Monika Buchgeister und Hans-Walter Schmidt. Verlag Internationale Psychoanalyse, München 1990, ISBN 3-621-26519-8.
- Paroles suffoquées. Galilée, Paris 1986.
  - Erstickte Worte. Übersetzung: Birgit Wagner. Passagen Verlag, Wien 1988. – Neuauflage: Passagen Verlag, Wien 2005, ISBN 3-85165-720-9.
- Conversions – Le Marchand de Venise sous le signe de Saturne. Galilée, Paris 1988.
  - Konversionen – Der Kaufmann von Venedig unter dem Zeichen des Saturn. Übersetzung: Monika Buchgeister. Passagen Verlag, Wien 1989. – Neuauflage: Passagen Verlag, Wien 2012, ISBN 978-3-7092-0052-0.
- Il n’y a que le premier pas qui coûte – Freud et la spéculation. Galilée, Paris 1991.
  - Nur der erste Schritt, der Mühen kostet – Freud und die Spekulation. Übersetzung: Hans-Dieter Gondek. In: Martin Kuster (Hrsg.): Entfernte Wahrheit: Von der Endlichkeit der Psychoanalyse. Diskord, Tübingen 1992, ISBN 978-3-89295-560-3, S. 10–62.
- Explosion I: De l’›Ecce homo‹ de Nietzsche. Galilée, Paris 1992.
- Explosion II:Les enfants de Nietzsche. Galilée, Paris 1993.
- Le mépris des Juifs – Nietzsche, les Juifs, l'antisémitisme. Galilee 1993.
  - Die Verachtung der Juden. Nietzsche, die Juden, der Antisemitismus. Übersetzung: Bernhard Nessler. Diaphanes Verlag, Berlin 2002, ISBN 3-935300-11-5.
- Rue Ordener, rue Labat. Galilée, Paris 1994.
  - Rue Ordener, Rue Labat. Autobiographisches Fragment. Übersetzung: Ursula Beitz.  Edition Diskord, Tübingen 1995, ISBN 3-89295-589-1. – Neuauflage: Diaphanes Verlag, Zürich/Berlin 2014, ISBN 978-3-03734-441-5.